# 24 (день 1)

Рекламний плакат першого сезону

Перший сезон (День 1) телевізійного серіалу 24 виходив в ефір у США з 6 листопада 2001 року до 21 травня 2002 року.
Сюжетна лінія сезону розпочинається опівночі в день попередніх президентських виборів у Каліфорнії.
Просто зараз терористи планують замах на кандидата в президенти. Моя дочка зникла, і люди, з якими я працюю, ймовірно мають стосунок до обох цих подій. Я — федеральний агент Джек Бауер, і цей день буде найдовшим у моєму житті.
— цим закадровим монологом відкривалася кожна серія даного сезону, починаючи з 6-ї. Пізніше у монолозі стаються зміни: «мою дочку викрадено», «мою дочку і дружину викрадено», «моя дочка і дружина в небезпеці».

## Загальний огляд сезону
Події «Дня 1» (2001 — 2002) відбуваються у день вигаданих попередніх виборів Президента США у невизначений рік початку XXI століття. Завдяки певним натякам і ознакам, більшість глядачів серіалу вважає, що часом подій сезону є березень 2004 року.
Головна сюжетна лінія сезону включає в себе спробу замаху на сенатора від штату Меріленд Девіда Палмера, кандидата в Президенти США від Демократичної партії у день попередніх виборів у Каліфорнії. Головний герой — Джек Бауер, колишній член «Delta Force», нині директор вигаданого Контртеррористичного підрозділу (КТП) в Лос-Анджелесі. Участь Бауера в подіях є не тільки професійною, але містить і особисті мотиви, оскільки люди, які організують замах на кандидата, також викрадають його дочку (Кім Бауер) і дружину (Тері Бауер).
Сезон фактично поділяється на дві частини:
1. У першій частині група найманців намагається примусити Джека Бауера вчинити замах на сенатора Палмера шляхом шантажу, викравши його дочку і дружину. У кульмінації першої частини Джек успішно рятує свою родину.
2. У другій частині виявлено справжніх організаторів замаху, які продовжують втілювати план убивства сенатора і родини Джека Бауера.

### Другорядні сюжетні лінії
Події сезону демонструються з точок зору п'ятьох головних героїв: Джека Бауера, Тері Бауер, Ніни Маєрс, Кім Бауер і Девіда Палмера; а також головних негативних персонажів: Менді (перші три години), Айри Ґейнза, Алексіса Дрейзена і, наприкінці, Віктора Дрейзена.
Найважливішими з другорядних сюжетних ліній сезону є:
- Наявність прихованого агента ворожої сторони («крота») у КТП, який саботує спроби зупинити замах.
- Намагання подружжя Бауер відновити стосунки після піврічної розлуки.
- Напружені взаємини Джека з його напарницею і колишньою коханкою Ніною Маєрс, а також теперішні інтимні стосунки Ніни з колегою Тоні Алмейда.
- Загроза політичного скандалу, зосередженого на звинуваченні сина сенатора Палмера у вбивстві чоловіка, що зґвалтував його сестру за сім років до подій сезону.
- Складні стосунки Кім Бауер з її викрадачами, зокрема з Ріком Алленом.
- Особисті проблеми Тері Бауер, внаслідок впливу подій дня.
- Тяжкі моральні страждання Джека через потребу знайти компроміс між порятунком власної родини і обов'язком захисту Девіда Палмера, а також необхідністю виявлення «крота» у своїй агенції

### Зміст
День 1 розпочинається о 0:00. Перша половина сезону зосереджена на спробі терористичного осередку під проводом Айри Ґейнза вчинити замах на кандидата в президенти Девіда Палмера. Терористи викрадають дочку і дружину Джека Бауера з метою шантажем примусити його посприяти замаху і взяти на себе відповідальність за смерть Палмера. Джеку зрештою вдається завдати поразки осередку і врятувати життя дружини і дочки. Проте з'ясовується факт існування іншого осередку, що керував першим. На чолі цього вищого осередку стоять справжні організатори замаху: Андре і Алексіс Дрейзени.
За два роки до цього дня Джека Бауера було відправлено у складі секретної команди до Косово для виконання завдання, спланованого організацією, очолюваною Девідом Палмером. Завдання полягало в убивстві Віктора Дрейзена — «тіні» Слободана Милошевича. Задля збереження секретності операції, організатори і виконавці не зустрічалися, отже Бауер і Палмер не були знайомі. Брати Дрейзени з'ясували факт участі Палмера і Бауера в убивстві батька і організували замах з метою реалізації складного плану помсти, в результаті якого Палмера і родину Джека мало бути вбито, а самого Джека — ув'язнено за вбивство Палмера.
У кількох останніх серіях сезону з'ясовується кілька несподіваних сюжетних поворотів. Зокрема, команда Джека насправді вбила не Віктора Дрейзена, а його двійника. Натомість загинули дружина і дочка Дрейзена, отже заплановане вбивство родини Бауера має стати помстою «око за око». Також виявляється, що Віктор Дрейзен перебуває у суворо засекреченому ув'язненні, а первинною метою синів є його звільнення.
Зрештою, для задоволення вимог Дрейзенів імітується смерть Девіда Палмера. Дрейзени знов захоплюють дочку Бауера і вимагають обміну її життя на життя Джека. Проте Кім удається втекти, а Дрейзени дізнаються, що Палмер насправді живий. Звільнений Віктор Дрейзен зв'язується із «кротом» у КТП (яким виявляється Ніна Маєрс) і наказує їй повідомити Джекові, що його дочку вбито і що берегова варта знайшла її тіло у воді. Дрейзен розуміє, що приголомшений горем Джек намагатиметься напасти на нього, і в цей момент його син Андре (Алексіс гине раніше в серіалі) та його підручні вб'ють Джека. Ніна вагається, розуміючи, що у випадку фіаско, Джек швидко дізнається, що Кім жива, й отже Ніна, яка повідомила йому невірну інформацію, є «кротом». Втім, вона наважується збрехати йому.
Як і передбачав Віктор Дрейзен, Джек вчиняє напад на нього, проте підступний план обертається проти самого Дрейзена: Джек безжалісно вбиває всіх його поплічників і сина, а потім, скориставшись із того, що в самого Дрейзена закінчилися набої, зіштовхує його у воду і розстрілює. Згодом, спілкуючись із членами берегової варти, Джек дізнається, що тієї ночі жодних тіл у воді помічено не було. Зрозумівши, що Ніна, яка збрехала йому, є «кротом», Джек телефонує новому директору КТП Джорджу Мейсону і вимагає затримати її. Тим часом Ніна, яка дізналася, що Джек вижив, готується до ексфільтрації, стираючи із пам'яті службових комп'ютерів усі матеріали, що можуть скомпрометувати її. Раптово її помічає дружина Джека Тері, яка довіряє їй, не знаючи всіх обставин викрадення і звільнення Кім. Зрозумівши, що Ніна є ворожим агентом, Тері намагається втекти, але Ніна прив'язує її до стільця і вбиває. Джек прибуває у КТП і встигає затримати Ніну Маєрс, яку беруть під варту. Згодом він знаходить труп своєї дружини.
Сезон має драматичний і несподіваний фінал: загибель Тері Бауер. Багато прихильників серіалу були пригнічені та розчаровані таким поворотом, тоді як інші з захватом привітали нешаблонність сценарію. Автори серіалу також створили дві альтернативні кінцівки: в одній з яких Джек, Тері та Кім щасливо зустрічаються, а в іншій Тері виживає після поранення. Зрештою було обрано саме варіант із загибеллю Тері. Альтернативні фінали можна побачити у DVD-версії серіалу.

### Сюжетні елементи і повороти, що мають продовження в наступних сезонах
- Загибель Тері Бауер.
- Розвиток стосунків між Джеком і Девідом Палмером.
- Розвиток стосунків між Джеком і Тоні Алмейда.
- Виникнення труднощів у стосунках між Девідом Палмером і його дружиною Шеррі.
- Призначення Джорджа Мейсона директором КТП.
- Викриття Ніни Маєрс.
- Розкриття деталей операції в Косово та її наслідків, які стосуються не тільки родини Дрейзен.

## Головні дійові особи і виконавці
- Кіфер Сазерленд — Джек Бауер
- Леслі Хоуп — Тері Бауер
- Сара Кларк — Ніна Маєрс
- Еліша Катберт — Кім Бауер
- Денніс Гейсберт — Девід Палмер
- Міа Кіршнер — Менді
- Майкл О'Ніл — Річард Волш
- Зандер Берклі — Джордж Мейсон
- Деніел Бесс — Рік Аллен
- Метью Кері — Ден Маунтс
- Наві Рават — Мелані
- Річард Берґі — Кевін Керолл
- Джекі Максвелл — Дженет Йорк
- Каріна Арройаве — Джемі Фаррелл
- Майкл Мессі — Айра Ґейнз
- Ґленн Моршауер — Аарон Пірс
- Джуд Чіколелла — Майк Новік
- Ерік Балфур — Майло Прессмен
- Денніс Гоппер — Віктор Дрейзен
- Желько Іванек — Андре Дрейзен
- Міша Коллінз — Алексіс Дрейзен
- Пол Шульц — Раян Шаппель
- Пенні Джонсон Джеральд — Шеррі Палмер
- Маґалін Ехікунвоке — Ніколь Палмер
- Віселлез Реон Шеннон — Кіт Палмер
- Калос Бернард — Тоні Алмейда
- Тамара Тьюні — Альберта Ґрін